# Departamento de Tequendama
Tequendama fue uno de los departamentos en que se dividía el Estado Soberano de Cundinamarca (Colombia). Fue creado por medio de la ley del 7 de septiembre de 1862, a partir del territorio sur-occidental del departamento de Bogotá. Tenía por cabecera a la ciudad de La Mesa. El departamento comprendía parte del territorio de las actuales regiones cundinamarquesas de Tequendama y Alto Magdalena.

## Historia
El departamento de Tequendama fue creado y suprimido múltiples veces durante la existencia del Estado Soberano de Cundinamarca. Fue creado el 7 de septiembre de 1862, pero por medio de la ley del 2 de febrero de 1865 fue integrado al departamento del Sur. Luego fue recreado con la ley del 16 de enero de 1866.

## División territorial
El departamento al momento de su creación (1862) estaba dividido en los distritos de La Mesa (capital), Anapoima, Bituima, El Colegio, Quipile, Tena, San Antonio, Vianí, Tocaima, Nariño, Nilo, Guataquí, Girardot, Ricaurte, Viotá y Pulí.
En 1876 el departamento comprendía los distritos de La Mesa (capital), Anapoima, Agua de Dios, El Colegio, Guataquí, Girardot, Jerusalén Nariño, Nilo, Pulí, Quipile, Ricaurte, Tena, Tocaima y Viotá.